# Didymochaeta americana
Didymochaeta americana är en svampart som beskrevs av Ellis & Sacc. 1898. Didymochaeta americana ingår i släktet Didymochaeta, divisionen sporsäcksvampar och riket svampar.   Inga underarter finns listade i Catalogue of Life.